# Autoridade Tributária e Aduaneira

A Autoridade Tributária e Aduaneira (AT) é um organismo do Ministério das Finanças de Portugal, com início das suas atividades no dia 1 de Janeiro de 2012, e resulta da fusão da DGCI - Direção Geral dos Impostos (antiga Direção Geral das Contribuições e Impostos), a DGITA - Direção Geral de Informática e Apoio aos Serviços Tributários e Aduaneiros e a DGAIEC - Direção Geral das Alfândegas e Impostos Especiais sobre o Consumo, sucedendo em todas as atribuições e competências destas Direções-Gerais, a qual passa a administrar os impostos, os direitos aduaneiros e os demais tributos em Portugal, bem como a exercer o controlo da fronteira externa da União Europeia e do território aduaneiro nacional. A Autoridade Tributária e Aduaneira é também um órgão de polícia criminal.